# 墨西哥夹饼
塔可餅（西班牙語：taco）又稱墨西哥玉米餅、音译塔可饼，是墨西哥的传统食品，用一张小麦粉或玉米粉制作的墨西哥薄饼（tortilla）将肉馅、蔬菜等捲起後徒手食用。

## 配料与调料
烤牛肉、鸡肉、猪肉、鱼、虾、蔬菜、奶酪甚至昆虫都可以作为塔可餅的配料。佐餐的调料有莎莎醬（salsa）、鳄梨酱（guacamole）、碎番茄粒（pico de gallo）等。

## 历史
在西班牙语裡是“塞子”、“插梢”的意思。
墨西哥夹饼在西班牙人抵達墨西哥以前就已经存在。人类学证据显示，装满小鱼的夹饼是生活在墨西哥山谷湖区土著的传统小吃。根据西班牙征服者 貝爾納爾·卡斯蒂略的记载，欧洲人第一次享用墨西哥夹饼是埃爾南·科爾特斯在科约阿坎为他的船长安排的一道菜。

## 风味

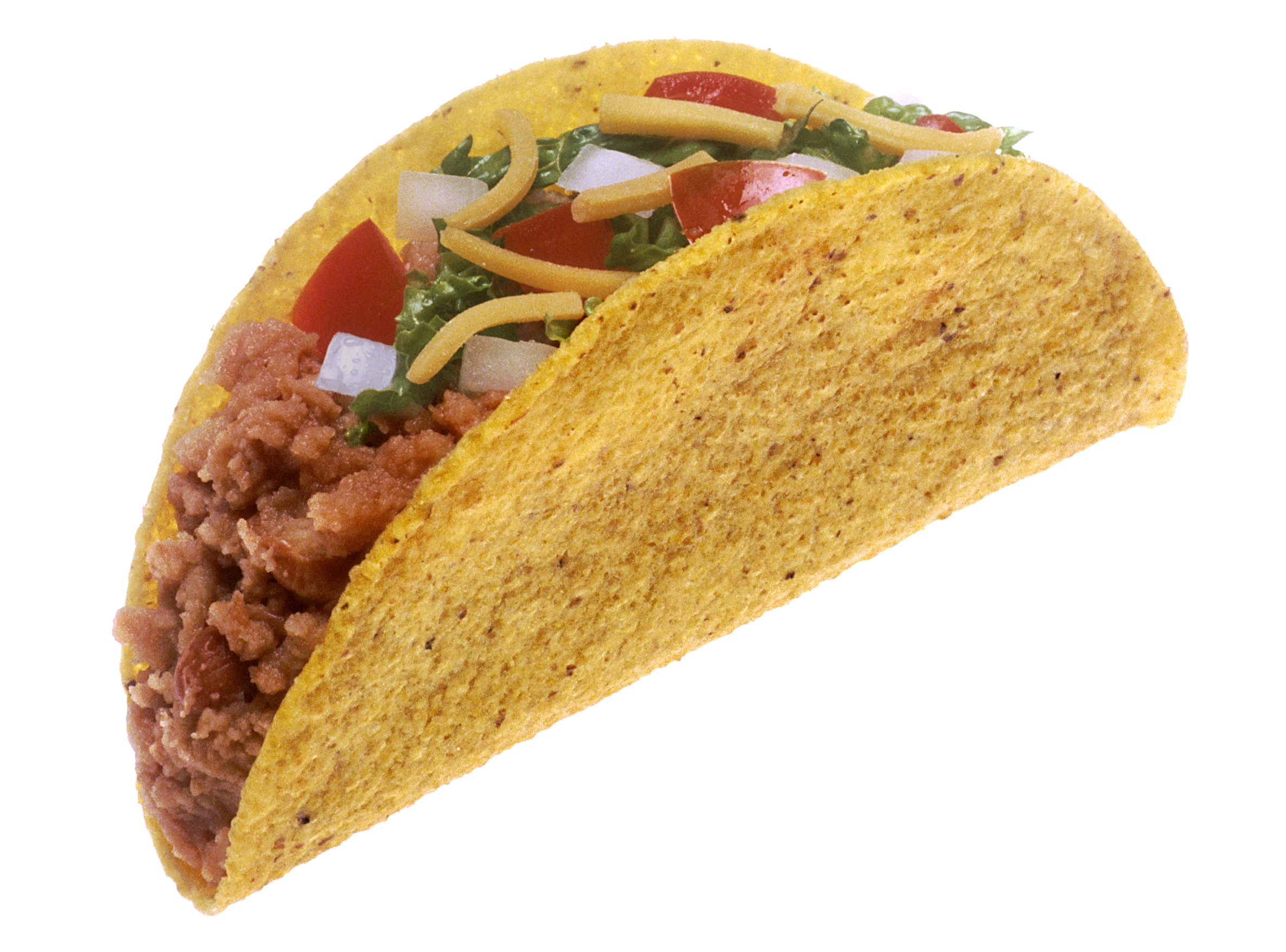
美式風味的硬殼炸塔可餅（hard-shell taco）

### 墨西哥
正宗的墨西哥路边摊贩买的墨西哥夾饼可以使用各种肉，包括牛肚、牛肝、牛头。

### 美式风味
加利福尼亚州的美国墨西哥移民改变了墨西哥夾饼的口味，一般外形比墨西哥傳統的要大上许多，还经常使用油煎的薄饼，因此比墨西哥风味的要硬脆。美国还有多家贩售墨西哥夾饼的快餐连锁店，比如Taco Cabana、Taco Via、Taco Bell、Del Taco等。

### 沖繩风味
在第二次世界大戰後美國托管沖繩群島時，塔可餅也被傳入當地，並將餅皮換為米飯，發展成獨特的沖繩料理塔可飯（日语：タコライス）。

## 流行文化
在美国，墨西哥夹饼日是每年的10月4日。

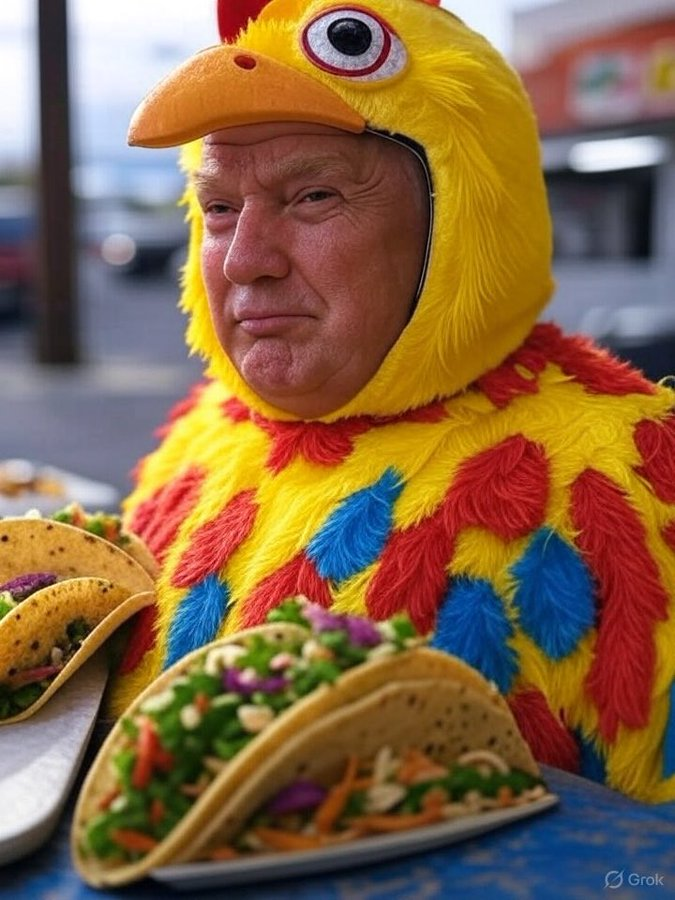
網上流傳的AI生成迷因圖片

2025年5月，美國開始有民眾以TACO形容總統特朗普。TACO是Trump Always Chickens Out的縮寫，意思是特朗普總是臨陣退縮。